# 百团大战

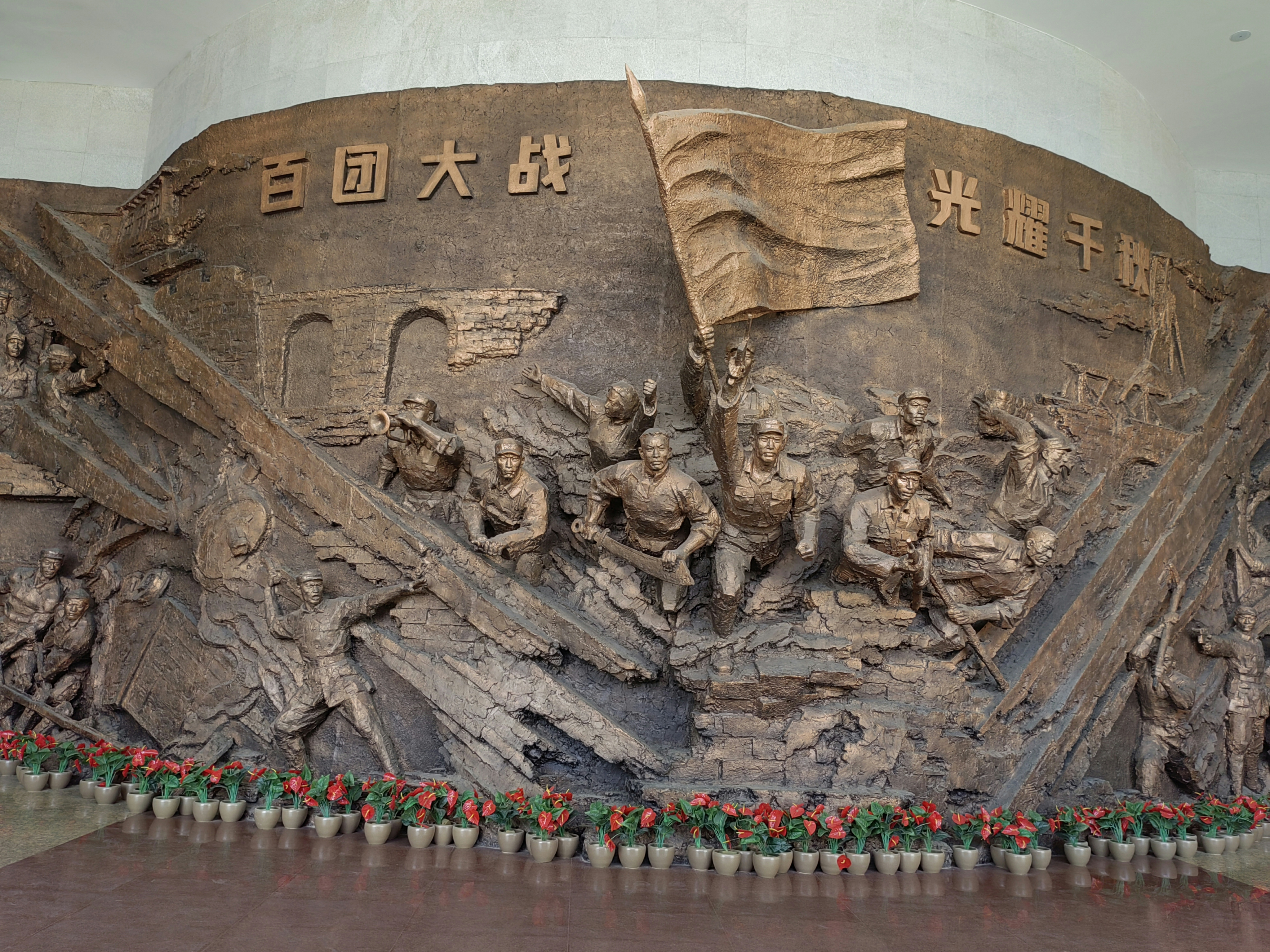
百团大战纪念馆大厅的浮雕

百團大戰，又稱晉南遊擊戰、正太战役，是中國抗日戰爭中的一次戰役，是由國民政府所辖的國民革命軍第十八集團軍（以下皆以八路軍稱呼）在1940年8月至10月间自行發動、以破坏华北日军占领的交通线、矿山为目的的破襲作戰。参加作战的中国军队包括八路军120师、129师和晋察冀军区共22個團。戰爭期間日軍發動反擊戰，使得周邊一帶的八路军根據地受到一定打击，受損的平漢鐵路、同蒲路、石太路、井陘煤礦區迅速恢復運作。
1940年7月22日，由朱德、彭德怀、左权联名签署的“正太铁道战役”的《战役预备命令》由八路军总部正式下发到晋察冀军区、第120师及第129师，同时上报中共中央及中央军委，毛泽东审阅了此命令。命令中要求参战的部队最初预定22个团。8月20日晚20时，战役打响。随后众多未被命令参战的团陆续加入，其中不少团是1937年后中国共产党在日占区和华北根据地当地扩编的，军饷与军火不在国民政府供给名册内，实际自备粮服军火，尤其是枪支、军服五花八门，训练和组织程度也不齐，更大量是没有军服拿起枪是兵放下枪即是民的民兵。

## 作战背景
日本出於戰略要求从1938年秋開始政治诱降，希与中華民國國民政府議和；而在另一方面，汪精卫于1940年3月在南京成立另一个“国民政府”（史称汪伪政府），以「和平反共建國」為號召，意圖拉攏支持反共的人民。同时国共摩擦不断，双方互不信任。在这种情况下，中国共产党不清楚国民政府与日方谈判的进展，对于形势过于严重估计。加上认为日军有可能西进，于是八路军高层在通报中央军委而尚未有回复的情况下决定发动一场较大规模破袭战打击日军。

### 华北局势
1939年，国民政府成立晋察冀敌后战区，鹿鐘麟任戰區總司令。1940年春季，華北八路军在山西省策反收編國民革命軍九七軍，將戰區總司令鹿鐘麟逐出省外。同时1939年，山西爆發晋西事变，和八路军摩擦不断，1940年初双方和解。
1940年四月至六月間，日軍以第三十六、三十七、四十一師團為主力，在山西省南部進行春季晉南戰（國民革命軍約8萬）、鄉寧作戰（國民革命軍約3萬）、晉南反擊戰（國民革命軍約4萬），而上述作戰一共造成日軍作戰傷亡多達約數千人。日军发现中日戰爭期間中共積極破壞國民政府在各地的行政組織，成功促使國民黨某種程度上放棄在華北的生存，而中共竟在其地下活動、反政府破壞中所獲得地盤並力求維持之，于当地自行徵稅、夺取抗戰資源，引起日軍內部的關注與探討，寄望有效利用國共衝突。
在抗日根據地，由於共產黨領導的抗日武裝在日本侵華的戰略要地華北的發展日漸壯大，日本军队在1939年夏季，集中了分散在长城、华北、东北的部分军队，以铁路、公路等交通线为依托，对华北地区的抗日力量连续发动大规模扫荡，并在荒原挖沟筑堡试图阻碍抗日力量的进攻，实行“以铁路为柱，公路为链，据点为锁”的“囚笼政策”，借此控制并逐渐缩小抗日力量。但1939、1940夏季两次扫荡，将集中于华北地区30餘万日军、偽满洲国军队的分布点不断增加，力量分散。这对华北地区的八路军集中优势力量展开大规模进攻提供了有利条件。

### 日军军力分布
百团大战的涉及范围中，驻有日军3个师团全部、2个师团的各2个联队、5个独立混成旅团全部、4个独立混成旅团的各2个大队、1个骑兵旅团的2个大队，共20余万人，另有飞机150架和伪军约15万人。 自1939年冬以来，日军以铁路、公路为支柱，对抗日根据地进行频繁扫荡，并企图割断太行、晋察冀等战略区的联系，推行所谓“以铁路为柱，公路为链，碉堡为锁”的“囚笼政策”。这一时期，日军每大隊約700人。日軍華北方面兵力密度為一平方公里0.37人，各師團兵力平均分散在約200處。百團大戰後日軍正式實施對八路軍的剿滅戰。戰爭期間日軍發動反擊。
日軍組成如下：
- 獨立第八混成旅團（旅團長水原義重少將，參謀泉可畏翁中佐）
  - 第三十四大隊（駐井陘附近）
- 獨立第四混成步兵旅團（旅團長片山省太郎中將，參謀土田兵吾中佐)〔該旅團傷亡最為嚴重，陣亡總數276名。）
  - 獨立步兵第十五大隊（德江光中佐，駐陽泉）
  - 獨立步兵第十四大隊（原田寅良中佐，駐壽陽）
  - 第十二大隊（駐榆次）
- 獨立第九混成步兵旅團（旅團長池上賢吉少將）
  - 第四十大隊（駐太原）
  - 第三十九大隊（駐忻縣）
- 獨立第三混成旅團（察南南部）
- 獨立第二混成旅團（北部同蒲路）
- 池田龜市中尉排級分隊（駐娘子關警備隊）

## 经过

### 战役准备与发起

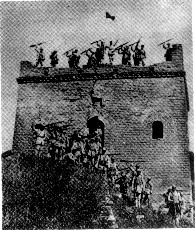
八路军攻克娘子关

1940年3月，八路军在打退抗日战争第一次反共高潮的最后一战打朱怀冰的“磁、武、林、涉战役”后，彭德怀即下定决心：要立即对日军发动一场“以破坏其交通运输线”为主的“大破袭战”。1940年4月1日，彭德怀正式签署发布命令，要求聂荣臻部负责破袭沧石路以北的津浦路、平汉路及正太路；刘伯承邓小平部负责破袭平汉路之石家庄磁县段和白晋路北段；贺龙关向应部负责破袭北同蒲路；徐向前朱瑞部负责破袭胶济路及津浦线南段；要求各部加紧准备，于4月10日开始统一行动。4月1日，毛泽东急电彭德怀指出：目前形势还相当严重，蒋介石似已下了决心，即挂抗日之招 牌，行剿共之实际。眼下对我威胁最大的是绥德、皖东两点。如河防不守则前方联络中断，延安在危险中；如皖东不守，则皖南（新四军军部）部队被隔断，八路军出鄂豫皖边及鄂豫西的道路也被隔断。因此，彭德怀和晋西北的贺龙、关向应，应以主力部队对付威胁我中央所在地—延安的国民党第九十军，并要彭德怀除黄克诚的三四三旅外，再抽调三、四万人的兵力南下华中，迅速打通与新四军陈毅部的联系。遵照毛泽东的指示，彭德怀开始准备对付国民党即将发起的第二次反共高潮，拟于4月10日发动的交通总破袭战计划就此暂时搁浅。4月中旬，朱德从王家峪的八路军总部出发赴洛阳和第一战区司令长官卫立煌磋商晋东南的国共两军的分界线。
7月22日，八路军总司令朱德、副总司令彭德怀、副参谋长左权在武乡县砖壁村的八路军总部下达《战役预备命令》，规定以不少于22个团的兵力，大举破击正太铁路，同时要求对同蒲、平汉、津浦、北宁、德石等铁路以及华北一些主要公路线，也部署适当兵力展开广泛的破击，以配合正太铁路的破击战。8月8日，朱德、彭德怀、左权下达《战役行动命令》，规定：晋察冀军区破击正太铁路石家庄至阳泉（不含）段；第129师破击正太铁路阳泉（含）至榆次段；第120师破击忻县以北的同蒲铁路和汾（阳）离（石）公路，并以重兵置于阳曲南北地区，阻击日军向正太铁路增援。要求各部在破击交通线的同时，相继收复日军占领的一些据点。
八路軍原定動員兵力為22个团（晋察冀10个团，129师8个团，120师4个团），重点目标为正太铁路，其次是平汉铁路、同蒲铁路北段和白晋铁路。为了攻击的突然性，未經中国共产党军委批准展開了战斗。战斗开始后，各部投入了大量兵力，计晋察冀军区39个团、第129师（含决死队第1、第3纵队等）46个团、第120师（含决死队第2、第4纵队等）20个团，共105个团20余万人，还有许多地方游击队和民兵参加作战。最终参战总兵力达到105个团。
在华北交通线中，正太铁路占着十分重要的地位，它是日军在华北的重要战略运输线之一。

### 第一阶段（1940年8月20日－9月10日）
战役最早由8月20日晚8点开始的华北交通要道破袭战为序幕，当时正太铁路横越太行山，是连接平汉、同蒲两条铁路的纽带，也是日军获得山西煤炭资源的重要通道，也是对晋察冀边区等抗日根据地进行“扫荡”的据点的主要分布区，同时井陉煤矿也在这条铁路上。因而正太铁路成为战役第一阶段的主要战场，集中了30个团的兵力。八路军的进攻战役首先在正太铁路发起，因此战役开始时被称为“正太路战役”。
作战初期八路军兵力部署异常隐蔽，日军直至战斗打响才发觉中国军队的动向，日本方面将9个独立混编师投入战场。至9月下旬为止，正太铁路全线瘫痪，並破壞北寧鐵路、平綏鐵路、平漢鐵路、津浦鐵路，井陉煤矿亦遭破坏。並佔領娘子關的部分地區。
9月1日至18日，日军派出獨立第九混成旅自太谷、榆次地區與獨立第四混成旅由平定、和順地區相互策應前進，至松塔鎮附近。该部署旨在摧毀敵人後方設施，並掃蕩周圍潛伏之敵軍。根據日方戰時機密資料，第九與第四這兩個混成旅團於9月1日至11日總共死傷483人。

### 第二阶段（1940年9月22日－10月5日）
在第二阶段时期，除暂留约10个团兵力继续阻挠道路和桥梁的修筑，主力则把战斗对象转移到铁路交通线两侧的日本守军与被抗日根据地包围的日军据点，目的是巩固并扩大战果，其中以榆辽战役、涞灵战役最为激烈。延安地区、山东地区、安徽地区的八路军也投入作战。日军也投入使用了战争公约所禁止的毒气与生物武器展开反扑，战争也进入相持阶段。
1940年10月3日至11月2日，日军发动晉察冀邊區肅清作戰，派遣臨時第101混成旅團（駐蒙軍、第1軍、第110師團、獨立第十五混成旅團）参与战斗。

### 第三阶段（1940年10月6日－12月5日）
由於八路軍隨後遭到日軍反擊戰的強大打擊，作戰轉趨消極，日軍第36師團成功掃蕩並消滅了遼縣、涉縣、潞城等地共軍根據地，結束了第二期第一次反擊戰。11月19日，日軍第37師團發動第二期第二次反擊戰，由沁縣、南關鎮一帶出發；獨立第16旅團由平遙、霍縣出發；第41師團一個大隊由洪洞東方向沁源前進，途中均未遭有力抵抗，12月3日順利消滅沁河一帶共軍根據地。日軍110师团駐石家莊正與國軍冀察戰區、第一戰區、第二戰區接觸中。日軍第一混成旅團駐邯鄲，與國軍冀察戰區、第一戰區交戰中。中国共产党宣傳：「日獨立混成第四旅團，幾已消滅殆盡，獨立混成第二、三旅團消滅過半，獨立混成第八、九、十六等旅團各消滅一大隊，第三十六、百一、二十七師團均有嚴重傷亡。」
为回应八路军的百团大战，日本军队开始将各地的机动兵力集结于华北地区，对抗日根据地进行报复性“扫荡”，借以迫使八路军退出华北交通要道，先后对太行山地区、太岳地区、晋察冀边区、晋西北等地进行扫荡。华北日军于1940年9月23日—10月11日在察南南境，10月11日－12月4日在晋中（第二期晉中作戰），駐蒙軍于10月13日－11月26日在晉察冀邊區发起反击作战。八路军则分兵展开运动战和游击战、麻雀战（騷擾游擊战术）进行反击。到1940年12月5日，历时三个半月的百团大戰因日軍展開大掃蕩而宣告结束。
百团大战从1940年8月15日起至12月5日止，历时3个月15天，中国共产党宣稱：整个战役作战地区囊括冀察全境、晋绥大部及热南大部，配合作战的地区，战线延及至鲁、皖东、豫东、苏北。中方投入兵力有100多个团和配合作战的根据地军民，共数十万人。日军参战的有110师团和25师团全部，26、36、41师团各两个联队，35、37师团各一个联队，第1、第2、第3、第4、第5、第7、第9混成旅团全部，第6、第15独立混成旅团各一部，还有大量伪军，约二、三十万人。
日軍情勢判斷表示：

華北共軍自今春以來實施改編擴充，合正規軍、准正規軍可能達25萬以上。自今年8月所謂百團大戰以後四個月，因被我軍徹底掃蕩，其大部分根據地設施覆滅，要重建需要相當時日。……百團大戰中的戰死者，以朱德所發表，達一萬八千人，三年來沒有積極從事抗戰，專心儲蓄的資材幾乎全部泡湯，根據地設施被破壞，加以因與重慶對立激烈化，軍費撥付困難，其重建自非短時日所能完成……國共的關係，與時日的經過在逐漸下降，但今後無論雙方是否能夠妥協，在中国共产党無法以實力對抗蔣軍的現況下，其活動範圍將局限於皇軍佔領地區警備比較脆弱的方面，或蔣系勢力比較稀少的雜軍地盤。故從確保北支治安的觀點，需要細心注意並監視其動向。

## 战役結果

### 中共方面观点
- 彭德怀在自传中记载“此役共消灭日伪军三万余人，自动瓦解、溃散的伪军、伪组织比此数要大得多”[19]
- 百團戰後八路軍總部的《百团大战各阶段作战概述》中说：八路军毙伤日军12645人、伪军5153人，俘虏日军281人、伪军1407人，日军投诚7人，伪军反正1845人；攻夺敌人据点293座。[20]
- 1940年12月10日的《百团大战总结战绩》中认为，此役八路军毙伤日军20645人、伪军5155人；俘虏日军281人、伪军18407人，日军投诚47人，伪军反正1845人（合计46380人）；消灭据点2993座，破坏铁路900多里、公路三千里；破坏桥梁、车站260多处；并缴获了大批武器和军用物资。八路军伤亡17,000余人，共产党所控制的华北抗日根据地也随之大幅度扩大为华北437个县中的10个县。[21]

### 国民政府观点
- 根據国民政府軍事委員會西安辦公廳代主任熊斌呈百團大戰電報：

百團大戰之實際情形，錄呈如次：(一)此係八月號(20)日開始，與敵正面作戰五天，有(25)日即將大部撤往平山、孟縣、五台一帶，只留少數兵力在鐵路沿線續行襲援……(二)中共此次在正太路沿線所用兵力共十一團，朱彭報為三十餘團(三)所獲戰績計破壞鐵路二百餘里，破壞大道橋樑四十餘座搗毀車站十一所……(四)斯役敵傷亡三千左右，及偽軍二千餘，中共傷亡亦約三千餘……。

### 日方观点
- 根據日軍戰史，日军在上社鎮撤退時戰死44人、陽泉與盂縣戰死66人、榆社與遼寧戰死80人、晉中地區戰死71人負傷66名失蹤2名、淶源地區戰死133人、插箭嶺戰死1人負傷1人、第二次反擊戰(察南南境失蹤31名)，皇協軍（「偽軍」）傷亡失蹤1202人。百團之戰是游擊的戰略進攻，平漢鐵路於8月25日恢復通車，同蒲路9月8日全線通車，石太路9月20日勉強可通車，井陘煤礦區機器修復仍可使用。
- 根据日军战史（参见《华北治安战》（上），第295－319页）为：上社镇撤退时战死44人、阳泉—孟县战死60人，负伤180余人、榆社与辽宁战死80人、晋中地区战死71人负伤66名失踪2名、蔚县涞源地区战死133人，失踪31名、插箭岭战死1人负伤5人，浑源、灵邱方面战死78人，日军合计战死人467，失踪33人，负伤251人，伤亡合计751人。
- 根據日軍醫療部門內部極機密檔案與日本華北方面軍內部機密資料研判，1940年8月至12月整個華北方面軍共戰死2,349人，戰傷4,004人[23][24]。

### 后续发展
有观点认为这场战役的指挥官彭德怀在向延安的中共中央通告后，没有等候批准就决定發動，違背了中共中央所主張最低限度的游擊戰打法，擅自打百團大戰。对这一指责，彭德怀表示並非如此。
在战役打响后仍得到了中共中央的嘉奖与支援。毛泽东致电彭德怀，说：“百团大战真是令人兴奋，这样的战斗是否还可以组织一两次？”事后国民政府也发来贺电、覆電
国民政府在当时亦表示祝贺支持，但国防部长何应钦以八路军1937年在册编制为15个团4.5万人，现“擅自扩编”且攻下了日军地盘“无需中央补给”为由，于当年底即1940年12月停发了对八路的军饷特别是弹药补给。促使八路军自建兵工厂，土法制造粗陋的武器，并迫使发展出每人5发子弹，打完冲上去与日军拼刺刀的战术。
同时这场战役将中国共产党领导的敌后解放區（即日统区）的部隊暴露在日军的视线内。日軍原本于1940年初在華北平原以部分日军兵力为主由偽政府協同推行治安肅正作戰，百团大战促使日军又把“治安肅正”擴大為“治安強化運動”，並於1941年2月制定了《治安強化運動實施計畫》，调回約二十萬的部队於1941年至1943年进行“扫荡”，更進一步推行“殺光、燒光、搶光”的「三光」政策。掃蕩的結果八路軍主力幾乎全面撤出山西，而在当地扩编的民兵团则化整為零，調整回最低限度的游擊戰。1942年八路军前方军部被日军偷袭，前总参谋长左权殉国；此后中共中央军委决定仍然把集团军部设置在山西前线。日军在发动对中国共产党抗日根据地大扫荡同时，于1941年將目標轉向在太行山區（晉南）的國軍，以國民革命軍第一戰區衛立煌部與第三戰區顧祝同部為主要目標，並以此為基礎發動了中条山战役。
在国民政府与日军两方面的影响下八路军开始遭受物质困乏以及兵源减少陷入艰难，在1943年之前未能再组织起大规模战役，受到党内不同意见的批评，而以游击战于当地坚持至日本投降，另外也因就近而先行对日军受降而获得大量日军物资。

### 評價与争议
彭德怀在自传中写到，“这次战役大大提高了华北人民群众敌后抗日的胜利信心，对日寇当时的诱降政策以及东方慕尼黑阴谋以很大打击，给蒋管区人民以很大兴奋。此役也给了投降派又一次打击，提高了共产党领导的抗日军队的声威，打击了国民党制造所谓八路军“游而不击”的谣言。”“对百团大战的恶意攻击者，你们站到日本帝国主义和蒋介石集团的队伍裡去了。”
中国共产党对外一直对百团大战完全肯定，但在内部对于百团大战的评价却因历史进程而先后出现过一定的出入。百团大战刚胜利时，中共中央对此十分肯定，毛泽东还要求彭德怀有机会再多组织几次。但在1941年、1942日军大扫荡导致八路军极端困难後，彭德怀一度受到毛泽东等人的批评，被指责没有完全执行毛泽东的抗战相持时期的军事战略（即“山地游击战为主，可能条件下进行阵地战，避免决战”），打成了大规模的“消耗战”，过早的暴露和不必要的牺牲了中国共产党领导的一些抗日力量。

#### 战役时机的争议
《彭德怀自述》中写：最主要的问题是，战役之前，在对日军向我发动进攻的方向上，估计失误，“没有估计到日本法西斯打通粤汉路，是为了便利进行太平洋战争”，因而“
战役举行过早”，没等中央批复就发起了。 “如果再熬上半年”，或者等“敌人兵力更加分散时”，再发动战役，“其战果可能要大得多，其意义也要大得多”。 再者，这次战役也过早地暴露了八路军的力量，“迫使日军从华东、华中调回一个师团的兵力，加强了对我华北根据地之进攻。特别是太行山区，在敌人的‘三光’政策下，人民遭受了一些可以避免的损失。”

#### 战术上的争议
这次战役发展成投入100多个团的规模，并持续了三个半月之久，也是出乎毛泽东和其他领导人预料。特别是在战役第二阶段采取攻坚战形式，造成了八路军自身伤亡较大，过多消耗了八路军的有生力量和根据地的人力物力，这种战术引起了批评，对1942年至1943年渡过华北抗战最艰苦时期造成了一定影响。
1945年刘伯承在中共“七大”发言：百团大战不打不行，但是打，也不是使用百团大战的打法，更不是运动战，尤其是阵地战这样的打法，而是要用全面游击战争的打法。
聂荣臻也对战役第二个阶段的攻坚战的打法提出批判：战役第二阶段讲扩大战果，有时就忘记了在敌后作战的方针，只顾去死啃敌人的坚固据点，因此我们不得不付出比较大的代价。这也是违背游击战争方针的。但同时认为虽然损失大，但也锻炼了队伍。
彭德怀后来也做了自我批评，承认当时有些蛮干的指挥。彭德怀在自述中还说，当时是误以为日军要切断延安和西南联系，没发现日本并未以延安为主要方向，说如果等半年华北日军再少一些战果会更大。
另外，企图通过大举进攻，彻底破坏正太铁路，使华北几个根据地连成一片，也反映出八路军高层将领对敌强我弱的形势估计严重不足，对敌后战局的长期性、持久性认识不够 。

#### 关于暴露实力的争议
聶榮臻认为：“毛澤東批評說暴露了我們的力量，引起了日本侵略軍對我們力量的重新估計，使敵人集中力量來搞我們。”
1943年邓小平说：“百团大战中本区军事力量过于突出暴露，不仅自己伤亡很大，元气不易恢复。且警惕了敌人对我们的严重注意，也产生了不利的影响。”
在1945年中國共產黨在延安召開華北工作座談會，會中黨內一致對於百團大戰持否定態度。彭德怀做了检讨：“百團大戰……在政治上也是錯誤的。過早暴露了自己的力量，把日本軍隊主力從正面戰場吸引過來，有利於國民黨……這很明顯是民族義憤模糊了階級立場。”

#### 对外宣传百团大战的争议
1940年9月11日战役第一阶段刚刚结束，毛泽东即在中共中央政治局会议上指出：关于百团大战，不要说是大规模的战役进攻，现在还是游击性的反攻。9月23日，毛泽东在杨家岭作《时局与边区问题》报告时，再次提到对百团大战的估计问题：这次大战是“敌我相持阶段中一次更大规模的反‘扫荡’的战役反攻”。即是说，这仅仅是“一次”，此前曾经有过大规模的反“扫荡”，只是这次规模“更大”罢了，以后还要有“更大规模”的战役而且它是“反‘扫荡’的战役反攻”，不是“战略反攻”。
1940年12月22日，当百团大战实际已经结束时，为了打退国民党顽固派发起的新的反共高潮（皖南事变），毛泽东曾电示彭德怀“百团大战对外不要宣告结束”，以充分利用它的声势。
聂荣臻指出，在对“百团大战”的宣传方面，毛泽东尤为不满。这次战役，本来是对正太路和其他主要交通线的破袭战，后来头脑热了，调动的部队越来越多，对外宣传就成了“百团大战”。延安整风时，毛泽东主席批评了这件事。有种传说，这个战役事先没有向中央军委报告。经过查对，在进行战役前，八路军总部向中央报告过一个作战计划，讲要两面破袭正太路。破袭正太路，或者破袭平汉路，这是游击战争中经常搞的事情。可以说，这是我们的一种日常工作，不涉及什么战略问题。这样的作战计划，军委是不会反对的。但说成是“百团大战”，这就是战略问题了。毛泽东主席批评说，这样宣传，暴露了我们的力量，引起了日本侵略军对我们力量的重新估计，使敌人集中力量搞我们。同时，使得蒋介石增加了对我们的警惕。你宣传一百个团参战，蒋介石很惊慌。他一直有这样一个心理，害怕我们在敌后扩大力量。在他看来，我们的发展，就是对他的威胁。所以，这样宣传百团大战，就引起了比较严重的后果。

#### 1959年的批判
在1959年的庐山会议上，这也是彭被批判的罪名之一。1959年7月31日，毛澤東在庐山会议上说：“一些同志认为日本占地越少越好，后来才统一认识：让日本多占地，才爱国。否则变成爱蒋介石的国了。国内有国，蒋、日、我，三国志。”

#### 文革中的批判
1959年廬山會議後，共產黨將彭德懷定位為：「王明右傾機會主義的產物」。
1967年2月24日清華红卫兵组织井岡山兵團出版的大字报《兵团战报》第六期《打倒大陰謀家、大野心家、大軍閥彭德懷》一文声称：“彭德懷公然提出要保衛大後方、保衛重慶、保衛西安，實際上是要保衛坐鎮於重慶的蔣介石。彭德懷急於保蔣，拒不執行毛主席提出的，在戰略相持階段，我軍「基本的是遊擊戰，但不放棄有利條件下的運動戰」的方針，背著毛主席，和朱德、楊尚昆、彭真、鄧小平等商量，大搞冒險主義、拚命主義，先後調動了一百零五個團，共四十萬兵力，全線出擊，打攻堅戰、消耗戰。彭賊保蔣賣力，得到了蔣介石的歡心。” 红卫兵声称："百團大戰是朱德、彭德懷違反黨的組織紀律，不請示毛澤東，擅自搞百團大戰，完全違背了毛澤東的戰略方針和作戰原則，並把日軍的兵力吸引過來，導致重大損失。"
文化大革命中，红卫兵攻击百团大战，他们认为百團大戰是蔣介石決定發動皖南事變的決定性因素，紅衛兵依照這個理由對彭德懷進行批鬥。
1981年，中共中央為彭德懷完全平反後，對百團大戰基本持完全肯定的態度。

#### 台湾和日本学界的批评
- 傅應川（國防部史政編譯局局長）：就軍事而言，若日軍真蒙受重大損失，必將退出地區整補，然從日軍隨即發起反擊，而石太、同蒲路段迅速通車，中国共产党的戰果統計純屬誇大，無法取信[39]。
- 学者劉鳳翰认为以參戰部隊與日軍編制制度來計算，該役日軍最多2萬人（滿編情況下），日军伤亡約在3千人左右[3]。他说，「這種被共軍指爲消滅殆盡的獨立混成第四旅團，實際上只戰死276人，還參加了2次晉中反擊掃蕩。共軍自稱一百零五個團，這當然是中共的宣傳，騙那些不懂軍隊編制之人。」[40]。
- 有学者認為，第三階段根本不存在：「百團大戰第二階段原本要攻下四個縣，但日軍已有防範，八路军勉強打下其中一個縣，且立即放棄，百團大戰正式結束，第三階段實際上從未進行過。之後中共中央為了誇大戰果的宣導需要，將日軍追擊共軍的反擊戰稱為「第三階段抗日反掃蕩」。彭德懷曾接獲毛澤東電報要求：「百團大戰對外不要宣佈結束，蔣介石正發動反共高潮（黃橋戰役），我們尚須利用百團大戰的聲勢去反對他……」。中共中央機關「新中華報」則為此定調百團大戰在12月5日結束」。[41]。
- 史學家李雲漢認為，八路軍僅是做策應性游擊，從未參與過決定性的大會戰。所謂百團大戰基本上是有意渲染，並非真正的一次戰役。[42]
- 古屋奎二：他們所破壞的地段，實則乃僅限於為日軍守備兵力稀少或是毫無日軍之處；而且破壞之後便為日軍所立即修復。[43]